# Čížkovice
Čížkovice (en allemand : Tschischkowitz) est une commune du district de Litoměřice, dans la région d'Ústí nad Labem, en Tchéquie. Sa population s'élevait à 1 465 habitants en 2021.

## Géographie
Čížkovice se trouve à 10 km au sud-ouest de Litoměřice, à 20 km au sud d'Ústí nad Labem et à 55 km au nord-ouest de Prague.
La commune est limitée par Vchynice et Sulejovice au nord, par Siřejovice à l'est, par Černiv et Úpohlavy au sud, et par Jenčice à l'ouest.

## Histoire
La première mention écrite du village date de 1167.

## Administration
La commune se compose de deux quartiers :
- Čížkovice
- Želechovice

## Patrimoine
Patrimoine religieux

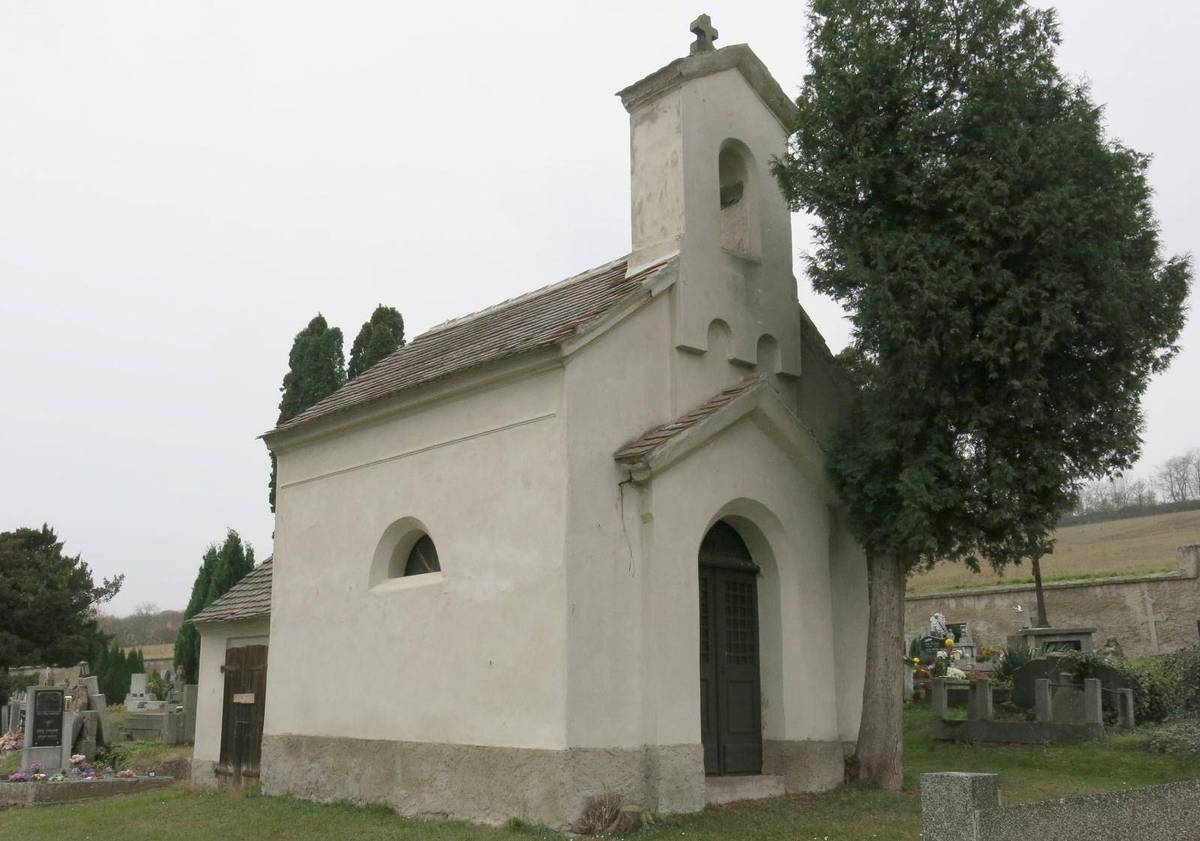
Čížkovicích : chapelle.
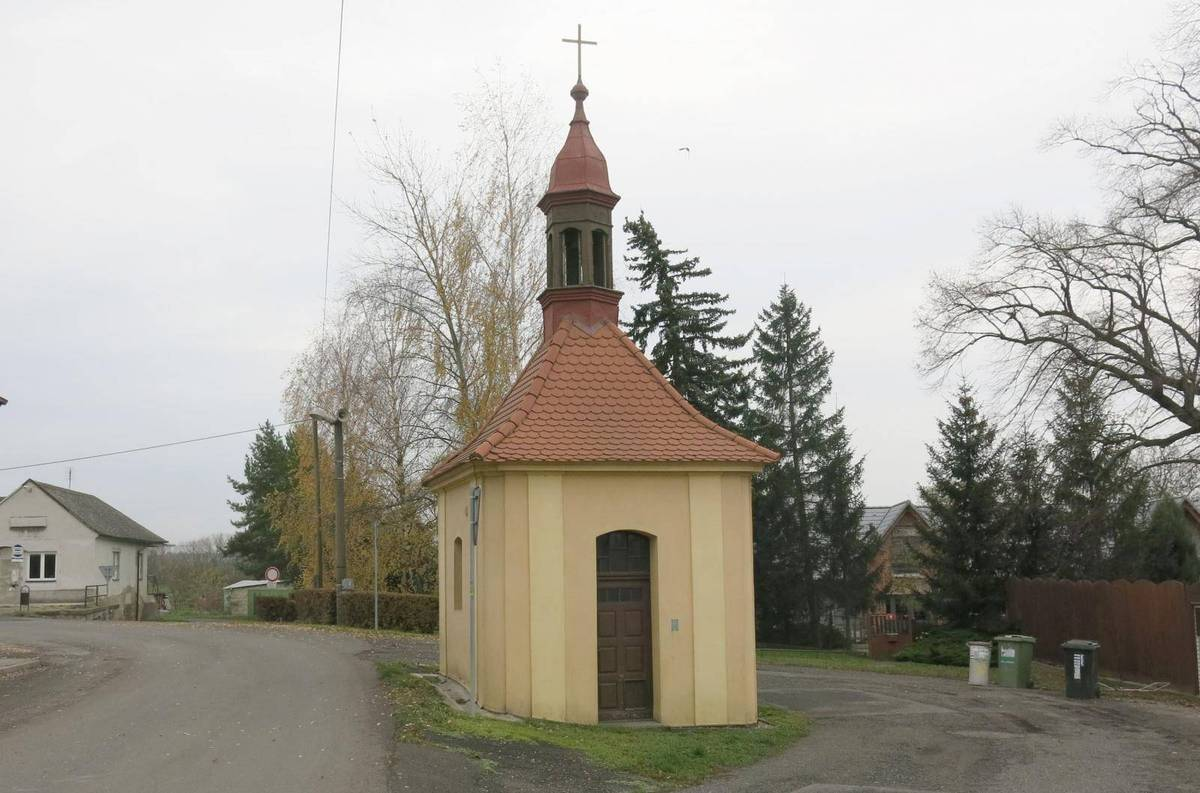
Želechovicích : chapelle.

## Économie
La principale entreprise est la cimenterie Lafarge Cement, a.s., propriété de la société française Lafarge depuis 1992 — groupe LafargeHolcim depuis 2015, renommé Holcim en 2021.

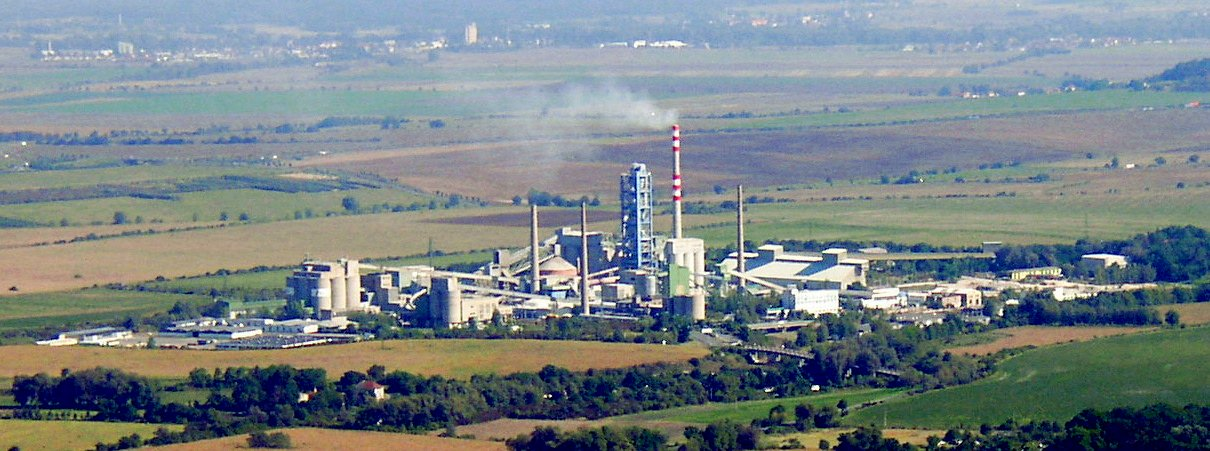
Cimenterie Lafarge de Čížkovice.

## Transports
Par la route, Chudoslavice se trouve à 14 km de Litoměřice, à 26 km d'Ústí nad Labem et à 67 km de Prague.